# Якомичі
Якомичі (хорв. Jakomići) — населений пункт у Хорватії, в Істрійській жупанії у складі громади Пичан.

## Населення
Населення за даними перепису 2011 року становило 183 осіб.
Динаміка чисельності населення поселення:

## Клімат
Середня річна температура становить 13,19 °C, середня максимальна – 27,08 °C, а середня мінімальна – -1,32 °C. Середня річна кількість опадів – 1040 мм.
| Клімат поселення                              | Клімат поселення | Клімат поселення | Клімат поселення | Клімат поселення | Клімат поселення | Клімат поселення | Клімат поселення | Клімат поселення | Клімат поселення | Клімат поселення | Клімат поселення | Клімат поселення | Клімат поселення |
| Показник                                      | Січ.             | Лют.             | Бер.             | Квіт.            | Трав.            | Черв.            | Лип.             | Серп.            | Вер.             | Жовт.            | Лист.            | Груд.            |                  |
| Середній максимум, °C                         | 9,79             | 10,91            | 13,89            | 17,40            | 22,34            | 26,36            | 27,08            | 26,44            | 21,89            | 17,48            | 12,53            | 9,25             |                  |
| Середня температура, °C                       | 4,24             | 5,35             | 8,34             | 11,84            | 16,78            | 20,80            | 23,13            | 22,48            | 17,94            | 13,52            | 8,58             | 5,30             |                  |
| Середній мінімум, °C                          | −1,32            | −0,22            | 2,78             | 6,28             | 11,23            | 15,24            | 19,18            | 18,52            | 14,00            | 9,57             | 4,62             | 1,35             |                  |
| Норма опадів, мм                              | 81               | 65               | 75               | 81               | 71               | 84               | 57               | 84               | 97               | 123              | 123              | 99               |                  |
| Середньомісячна швидкість вітру, м/с          | 1.93             | 2.20             | 2.36             | 2.34             | 2.13             | 2.03             | 2.02             | 1.95             | 1.94             | 2.07             | 2.19             | 2.09             |                  |
| Середньомісячна сонячна радіація, кДж/м²·день | 4489             | 7334             | 10589            | 15041            | 19303            | 20875            | 21894            | 18978            | 13994            | 8992             | 4929             | 3768             |                  |
| --------------------------------------------- | ---------------- | ---------------- | ---------------- | ---------------- | ---------------- | ---------------- | ---------------- | ---------------- | ---------------- | ---------------- | ---------------- | ---------------- | ---------------- |
| Джерело:                                      |                  |                  |                  |                  |                  |                  |                  |                  |                  |                  |                  |                  |                  |